# Phó đô đốc
Phó đô đốc (Vice Admiral) là một cấp bậc tướng lĩnh hải quân, tương đương với cấp bậc trung tướng. Phó Đô đốc là cấp trên của Chuẩn Đô đốc và là cấp dưới của Đô đốc.

## Hải quân Nhân dân Việt Nam
Trong lực lượng Hải quân Nhân dân Việt Nam, quân hàm Phó Đô đốc tương đương Trung tướng (2 sao), ở trên Chuẩn Đô đốc (1 sao) và dưới Đô đốc (3 sao). Theo Luật sĩ quan Quân đội Nhân dân Việt Nam (2004) thì Phó Đô đốc là bậc quân hàm cao nhất của quân nhân giữ chức vụ Tư lệnh Quân chủng Hải quân.
Một số quân nhân thụ phong hàm này như:
- Lê Văn Xuân, phong năm 2021, nguyên Phó tư lệnh Chính trị Hải quân.
- Mai Xuân Vĩnh, phong năm 1994, nguyên Tư lệnh Hải quân.
- Đỗ Xuân Công, phong năm 2000, nguyên Tư lệnh Hải quân.
- Nguyễn Văn Tình, phong 2004, nguyên Chính ủy Hải quân.

Bổ nhiệm, thăng quân hàm, cấp bậc một số cán bộ của Bộ Quốc phòng và Bộ Công an, Báo điện tử Quân đội nhân dân, ngày 1 tháng 1 năm 2008
- Đinh Gia Thật, phong tháng 9 năm 2015, nguyên Chính ủy Hải quân.
- Phạm Hoài Nam, phong tháng 6 năm 2018, Thứ trưởng Bộ Quốc phòng
- Trần Hoài Trung, phong tháng 7 năm 2018, nguyên Chính ủy Hải quân.
- Nguyễn Văn Bổng, phong tháng 12 năm 2019, Chính ủy Hải quân.
- Trần Thanh Nghiêm, phong năm 2023, Tư lệnh Hải quân.

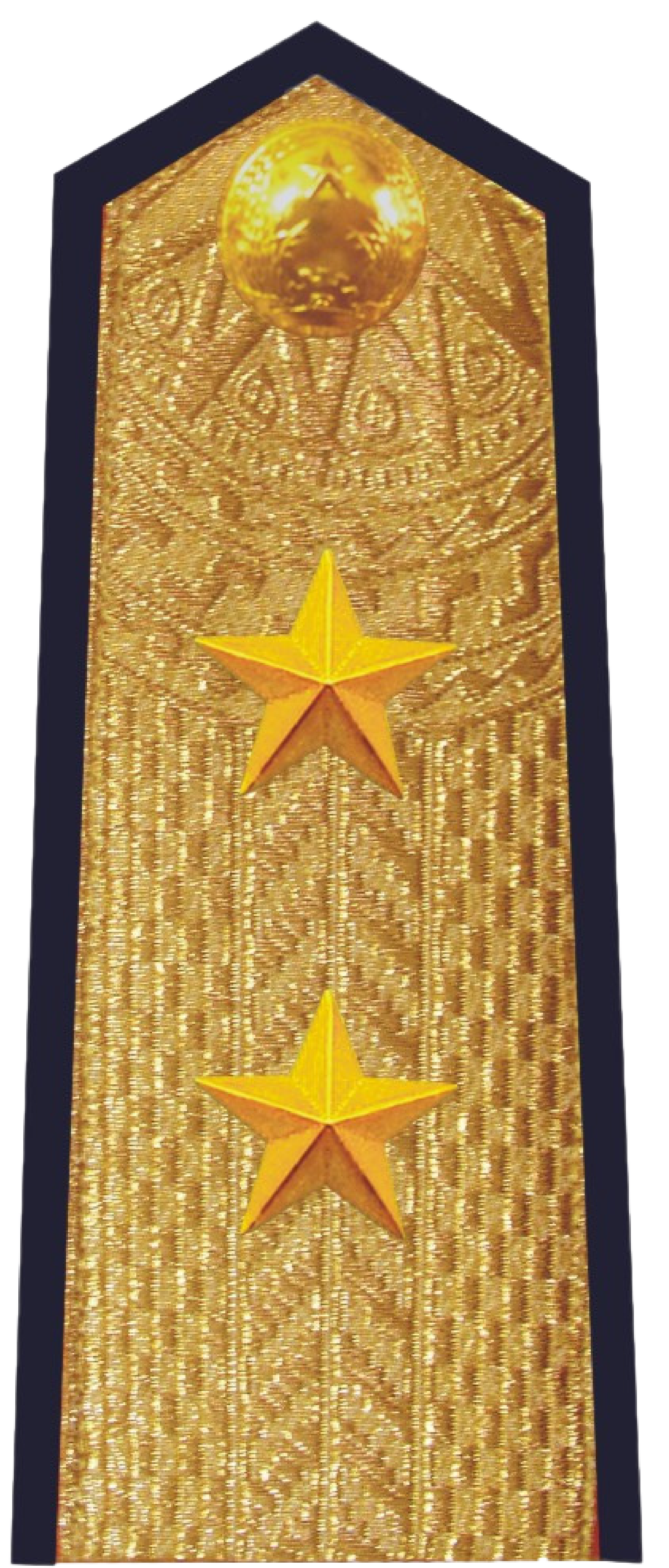
Quân hàm Phó Đô đốc Hải quân Nhân dân Việt Nam

## Hải quân Việt Nam Cộng hòa
Cấp bậc Phó Đô đốc trong Hải quân Việt Nam Cộng hòa tương đương với trung tướng 3 sao.
Phó Đô đốc tiêu biểu:
- Chung Tấn Cang

Quân hàm Phó đô đốc trước 1964
Quân hàm Phó đô đốc sau 1964

## Úc
Trong Hải quân Hoàng gia Úc, cấp bậc Phó Đô đốc là Tư lệnh Hải quân Úc (Chief of Navy). Các sĩ quan sau đây cũng có cấp bậc này nếu họ là các sĩ quan Hải quân: Phó Tư lệnh Lực lượng Quốc phòng (Vice Chief of the Defence Force), Tư lệnh Chiến dịch Phối hợp (Chief of Joint Operations). Phó Đô đốc của Úc tương đương với cấp bậc Tư lệnh Không quân Hoàng gia Úc và tương đương với trung tướng trong Lục quân Úc.

## Canada
Trong Hải quân Canada, cấp bậc Phó Đô đốc tương đương trung tướng Lục quân Canada hay Không quân Canada.

## Pháp
Tại Pháp, cấp bậc Phó Đô đốc là Vice-amiral là cấp bậc tướng hải quân ba sao, tương đương thiếu tướng. Cấp bậc cao hơn là Phó Đô đốc Hạm đội (Vice-amiral d'escadre, mang bốn sao, tương đương (trung tướng) và Đô đốc (Amiral, mang năm sao, tương đương đại tướng).

Cờ hiệu Phó Đô đốc Pháp.
Quân hàm Phó Đô đốc Pháp trên cầu vai áo

## Ý
Tại Ý, tương đương cấp bậc Phó Đô đốc là Ammiraglio di Squadra.

## Hoa Kỳ
Trong Hải quân Hoa Kỳ, các Phó Đô đốc thường thường là các tư lệnh của các hạm đội mang số của Hoa Kỳ quanh khắp thế giới mà hình thành các bộ phận hải quân của từng vùng tư lệnh thống nhất. Trong số năm hạm đội mang số của Hoa Kỳ, bốn hạm đội có tàu chỉ huy hoạt động như soái hạm của Phó Đô đốc. Các Phó Đô đốc Mỹ cho bay một cờ màu xanh biển với ba ngôi sao trắng như là lệnh kỳ.

Quân hàm Phó Đô đốc Hoa Kỳ.